# Réserve de biosphère du Mont Arrowsmith
La réserve de biosphère du Mont Arrowsmith (en anglais : Mount Arrowsmith Biosphere Region, (MABR)) est une réserve de biosphère du Canada, reconnue par l'Unesco depuis 2000. Elle est située sur la côte est de l'île de Vancouver, en Colombie-Britannique.
Elle a été désignée dans le but de protéger de l'exploitation forestière un grand écosystème de sapin Douglas de seconde génération situé sur la côte.

## Géographie
La réserve de biosphère comprend les villes de Coombs, Dashwood, Errington, French Creek, Hilliers, Qualicum Beach, Nanoose Bay, Parksville, situées au nord et à proximité du littoral, ainsi que le mont Cokley, le mont Arrowsmith et le mont Moriarty localisés au sud-ouest de la réserve.
Les contours géographiques de la réserve correspondent à cinq bassins versants : rivière Englishman (en), Little Qualicum, French Creek, Nanoose Creek, et Bonnel Creek.
Elle possède une surface totale de 118 592 ha. Elle se situe à proximité de la réserve de biosphère de Clayoquot Sound.

## Population
Environ 58 000 habitants vivent dans la réserve, la plupart à proximité de la mer des Salish. La moyenne d'âge est de 60 ans, ce qui est un record au Canada.

## Histoire

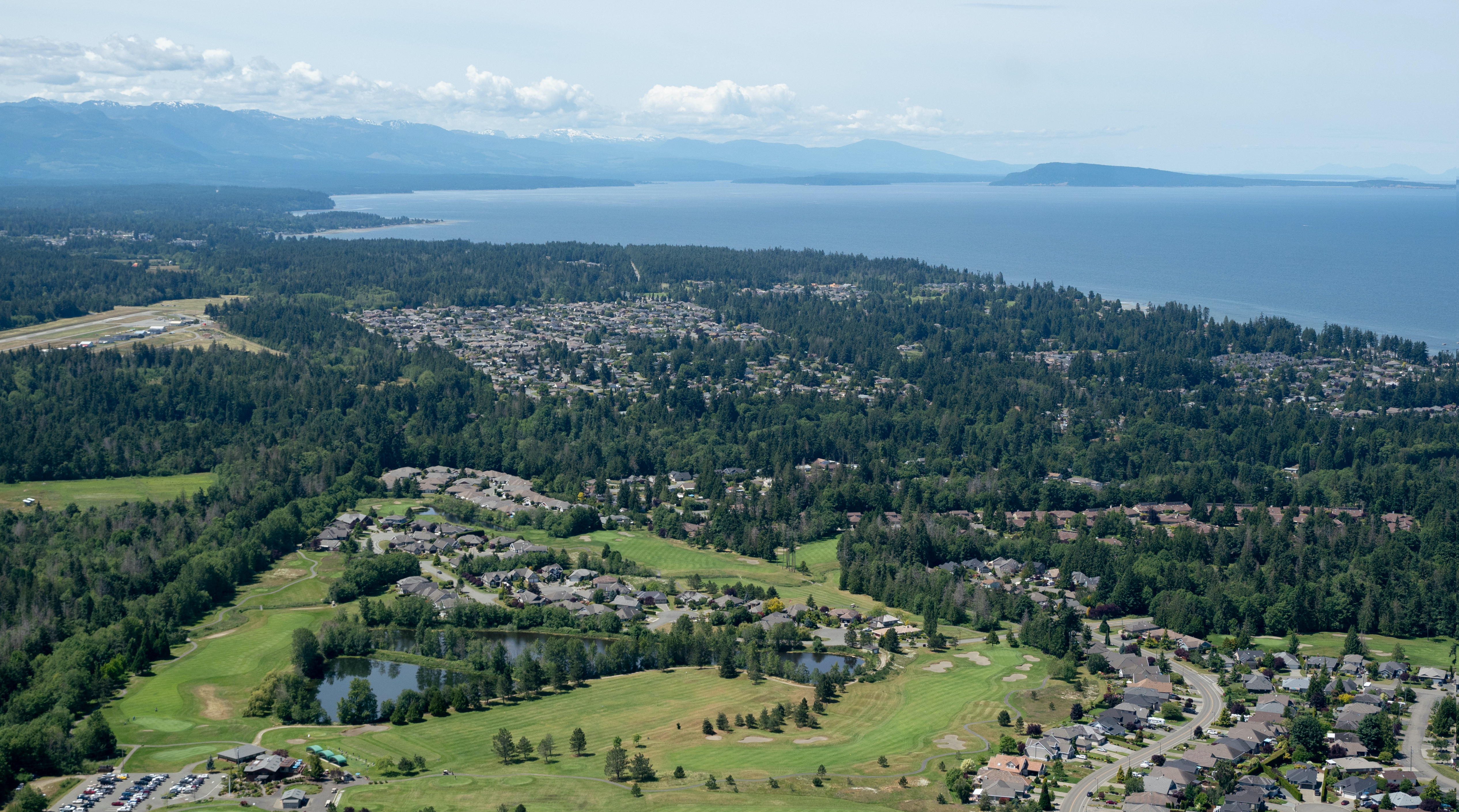
Vue aérienne de Qualicum Beach et de la cote nord-est de l'île de Vancouver.

### Contexte
Les bassins versants des rivières Little Qualicum et Englishman sur le versant nord-est du mont Arrowsmith abritaient autrefois une grande forêt ancienne dominée par le sapin Douglas côtier. La forêt a été coupée à blanc au début des années 1900, mais elle s'est régénérée à mesure que les arbres grandissaient. Au milieu des années 1990, les industries forestières locales ont fait pression sur le gouvernement provincial pour qu'il autorise la coupe à blanc dans la région alors que les arbres approchaient de leur taille exploitable. Les groupes locaux de conservation ont protesté contre une exploitation forestière supplémentaire de la forêt en voie de rétablissement.

### Reconnaissance
En 2000, l'UNESCO, en coopération avec les groupes locaux de conservation et le gouvernement provincial, a désigné les terres des bassins versants au titre de réserve de biosphère de l'UNESCO.
En novembre 2008, l'organe directeur du district régional d'Alberni-Clayoquot, en collaboration avec des groupes de conservation locaux, a créé le parc régional du massif du mont Arrowsmith dans la réserve de biosphère afin de protéger davantage la forêt contre les coupes à blanc.

### Changement de gouvernance
En 2013, les membres de la Mount Arrowsmith Biosphere Foundation ont voté la dissolution de la société et le transfert de la gestion de la réserve de biosphère à l'Université de l'Île de Vancouver (anglais : Vancouver Island University, (VIU)) et à la ville de Parksville.
En 2014, l'Université de l'île de Vancouver a créé l'Institut de Recherche de la Réserve de biosphère du Mont Arrowsmith (anglais : Mount Arrowsmith Biosphere Region Research Institute, MABRI), qui est dirigé par des représentants de la Première Nation Qualicum, de la Première Nation Snaw-naw-as, de la ville de Parksville, de la ville de Qualicum Beach, du district régional de Nanaimo, du ministère de l'Environnement et de la Stratégie sur le changement climatique de la Colombie-Britannique, du Programme de conservation et de gestion des terres de l'île de Vancouver, d'Island Timberlands, de TimberWest et de la VIU.

## Aires protégées incorporées dans la réserve

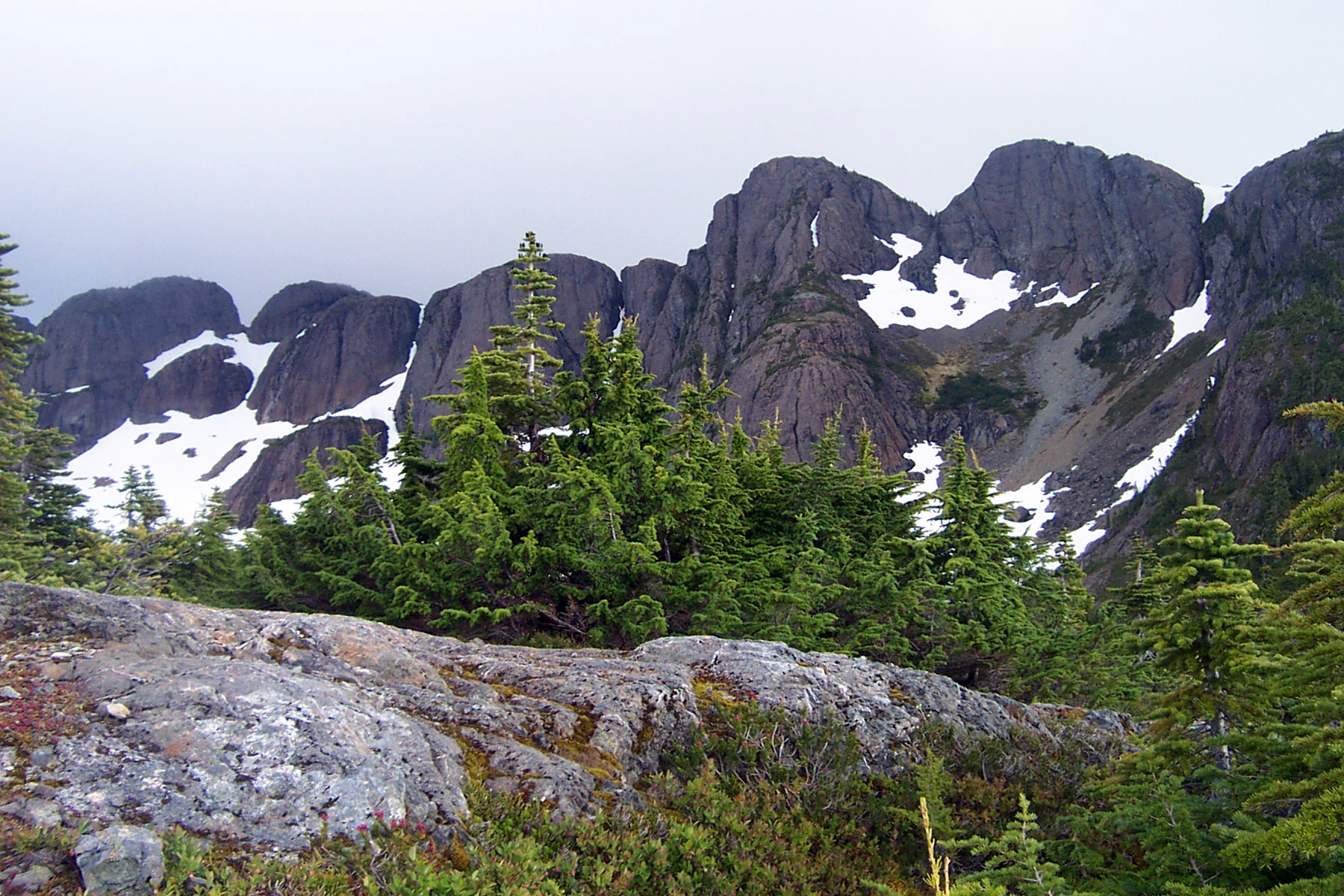
Vue du massif du Mont Arrowsmith

La réserve de biosphère inclut les aires protégées suivantes :
- Parc provincial Arbutus Grove (en)
- Parc régional Englishman River
- Parc provincial Englishman River Falls (en)
- Parc provincial Little Qualicum Falls (en)
- Parc provincial MacMillan
- Parc régional du massif du Mont Arrowsmith
- Réserve nationale de faune de Qualicum
- Parc provincial Rathtrevor Beach (en)
- Parc provincial Spider Lake (en)